# Ready Player One (regény)
A Ready Player One egy 2011-es sci-fi regény Ernest Cline-tól. 2012-ben a könyv Alex-díjat kapott, és megnyerte a Prometheus-díjat.
A könyvet a Random House adta ki 2011. augusztus 16-án, Amerikában.

## Történet
|  | Alább a cselekmény részletei következnek! |

2044-et írunk, és a valóság elég ronda egy hely. Az emberiség nagy részéhez hasonlóan a gimnazista Wade Watts is azt a kiutat látja zord környezetéből, hogy bejelentkezik az OASIS-ba, a világméretű virtuális utópiába, ahol az avatárján keresztül mindenki szabadon tanulhat, dolgozhat, és szórakozhat. Ugyancsak az emberiség nagy részéhez hasonlóan Wade is arról álmodozik, hogy ő találja meg elsőként a virtuális világ elrejtett kincsét. A szimuláció tervezőjeként ismert James Halliday ugyanis ördögi feladványt hagyott maga után, amelynek leggyorsabb megfejtője szédületes vagyonra és hatalomra tehet szert.
A Halliday által kifundált feladatok sikeres teljesítéséhez a popkultúra megszállott ismeretére van szükség, Wade pedig éppúgy otthon van a Gyalog galoppban, mint a Pac-Manben, a Rush életművében vagy az animékben. Amikor a tizennyolc éves srác hosszú évek kitartó munkája után megoldja az első feladványt, hirtelen a figyelem középpontjába kerül, és ez életveszélybe sodorja. Egyes játékosok ugyanis még a gyilkosságig is hajlandóak elmenni a mesés nyeremény megszerzéséért.
|  | Itt a vége a cselekmény részletezésének! |

## Szereplők
Zárójelben a valódi világban lévő nevek.
- Parzival (Wade Owen Watts): A Ready Player One főhőse, egy 18 éves árva fiú, aki Oklahomában lakik. Megszállottan kutatja Halliday easter egg megoldását az OASIS nevű virtuális világban, ahol Parzival néven ismerik.
- H (Helen Harrison): Afroamerikai fiatal nő (a valóságban, mivel az OASIS-ben férfi), Parzival legjobb barátja, részt vesz a vadászatban.
- Art3mis (Samantha Evelyn Cook): A "Hatosirtó", Parzival barátnője, részt vesz a vadászatban.
- Daito (Toshiro Yoshiaki): Japán fiatal srác, Shoto bátyja.
- Shoto (Akihide Karatsu): 11 éves japán srác.
- James Donovan Halliday: Az OASIS megalkotója.
- Ogden "Og" Morrow: Az OASIS elkészítésében vett részt, a Gregorious Games részvényese.
- Nolan Sorrento: Az IOI (Innovative Online Industries) tojástani részlegének vezetője.

## Megfilmesítés
A regényből nagyköltségvetésű film is készült, melyet Steven Spielberg rendezett. 2018. március 29-én mutatták be Magyarországon.

## Magyarul
- Ready Player One; ford. Roboz Gábor; Agave Könyvek, Bp., 2012

## Kritikák
- Ready Player One filmkritika Archiválva 2018. május 25-i dátummal a Wayback Machine-ben